# Лебединський Григорій Ісаєвич
Григорій Ісаєвич Лебединський (нар. 7 листопада 1906, Шпола — пом. 12 травня 1997, Одеса) — радянський і український архітектор.

## Проєкти

### Не реалізовані
- Палац рад, Москва (конкурсна робота, заохочувальна премія; 1931—1932)
- Урядовий центр, Київ (конкурсна робота, друга премія; 1934)
- Будівля райкому Компартії України, Маріуполь (1935)
- Кінотеатр на 400 місць (конкурсна робота, третя премія; 1940)
- Збірно-розбірна казарма на 240 осіб (1953)
- Пантеон, Москва (конкурсний проєкт; 1954)
- Кінотеатр на 800 посадочних місць (1956)
- Генеральний план реконструкції Арциз Одеської області (1966)
- Реконструкції центру Одеси (конкурсна робота, третє місце; 1968)
- Детальна планування житлового району «Молдаванка-II», Одеса (1969)
- Реконструція району Ближні Млини, Одеса (1969)
- Детальна забудова Чорноморська (1970)
- Серія приватних котеджів (1993—1995)
- Проєкт бізнес-центру, Одеса (1995; конкурсна робота, друге місце)

### Реалізовані
- Будинок культури моряків, Маріуполь (1935—1936)
- Житловий будинок на 40 квартир, Харків (1937)
- Будинку культури, Кадіївка (реконструкція; 1937)
- Житловий будинок на 50 квартир, Харків (1937)
- Будинок рад, Луганськ (конкурсна робота, перша премія; 1939)
- Будинок рад, Ворошиловград (1939)
- Реконструкція клубного будинку (Карлхорст, Німеччина; 1945)
- Відновлення мостів у Відні, Австрія (1946)
- Трептов-парк, Берлін, Німеччина (1947)
- Інтер'єри посольства СРСР в Німеччині, Берлін (1949—1950)
- Ракетний полігон «Сари-Шаган», Приозерськ (1956—1961)
- Будинок культури Одеського політехнічного інституту, реконструкція 1-го корпусу, благоустрій території (1965—1968)
- Детальна планування житлового масиву Таїрова, Одеса (1966—1967)
- Детальна забудова селища Котовського, Одеса (1969)